# Aleuroparadoxus sapotae
Aleuroparadoxus sapotae is een halfvleugelig insect uit de familie witte vliegen (Aleyrodidae), onderfamilie Aleyrodinae.
De wetenschappelijke naam van deze soort is voor het eerst geldig gepubliceerd door Russell in 1947.